# جان کاولی
جان کاولی (انگلیسی: John Cowley; ۲۰ اوت ۱۹۰۵ – ۷ ژانویهٔ ۱۹۹۳) فرد نظامی اهل بریتانیا بود. وی همچنین برندهٔ جوایزی همچون نشان امپراتوری بریتانیا و نشان حمام شده‌است.